# Цыплёнок под уксусом
«Цыпленок под уксусом» (другое название — «Назойливый полицейский», фр. Poulet au vinaigre) — детективный фильм французского режиссёра Клода Шаброля, вышедший на экраны в 1985 году.
В 1985 году фильм принимал участие в конкурсной программе Каннского кинофестиваля. В 1986 году за работу в этом фильме Люка Бельво был номинирован на премию Сезар как самый перспективный актёр.
В 1986 году Шаброль снял продолжение фильма под названием «Инспектор Лаварден».

## Сюжет
Действие картины происходит в небольшом городке в Нормандии. Трое почтенных жителей — владелец мясной лавки Жерар Фийоль (Жан-Клод Буйо), врач Филипп Морассо (Жан Топар) и нотариус Юбер Лавуазье (Мишель Буке) — решают провернуть выгодный девелоперский проект. Для этого им нужно завладеть участком земли с домом, в котором живут прикованная к инвалидному креслу, ненавидящая весь мир и живущая лишь воспоминаниями о бросившем её муже мадам Кюно (Стефан Одран) и её заботливый и преданный сын Луи (Люка Бельво), который не так давно окончил школу и работает почтальоном. Трое предпринимателей пытаются заставить семью продать участок, используя для этого различные методы воздействия — от психологического давления до издевательств и прямых угроз. Семья Кюно отвечает тем же — Луи похищает на почте всю переписку предпринимателей и их родственников и читает её дома вместе с матерью, царапает гвоздём кузова их автомобилей, протыкает шины, и в конце концов, засыпает в бензобак Фийоля сахарный песок, что невольно приводит к автокатастрофе, в которой мясник гибнет. После экспертизы становится ясно, что двигатель автомобиля был умышленно испорчен, и для расследования преступления прибывает инспектор Лаварден (Жан Пуаре).
Выясняется, что Фийоль, Морассо и Лавуазье предполагали финансировать проект за счёт богатой жены Морассо, Дельфин, но она категорически отказалась это делать. Лучшая подруга Дельфин, Анна Фоскари (Каролин Селье), была любовницей Лавуазье и одновременно посредницей в тайном романе Дельфин с владельцем магазина по продаже солнцезащитных очков. Дельфин неожиданно исчезает, по словам мужа, она на неопределённый срок уехала в Базель, что крайне удивило её ближайших друзей, особенно, Анну, которая предполагает, что с ней что-то произошло.
На почте к Луи откровенно проявляет интерес его коллега, молодая блондинка Энриетт (Полин Ляфон), вплоть до того, что крадёт на работе деньги, на которые ведёт его в самый дорогой ресторан. Выпив шампанского, Энриетт говорит, что знает, что это Луи убил Фийоля, Луи в свою очередь говорит, что следит за виллой доктора Морассо, надеясь добыть на него компромат и засадить его в тюрьму. Из ресторана они едут к вилле Морассо, где видят, как он среди ночи закладывает нечто в гипсовый постамент вылепленной им уличной статуи. Под влиянием чувств они занимаются любовью, не замечая, что кто-то ещё следит за домом и за ними.
На следующий день в пригородном овраге обнаруживают машину Дельфин, в котором находится обгоревшее до неузнаваемости тело. Предположительно, это тело Дельфин, однако по размеру кольца Лаварден догадывается, что это не она. Он приходит к выводу, что это тело незадолго до того исчезнувшей Анны, которую устранил Морассо, чтобы избавиться от ненужного свидетеля и одновременно скрыть убийство своей жены. Разрубленное на куски тело жены Лаварден обнаруживает замурованным в одной из статуй, вылепленных Морассо.
Тем временем, мадам Кюно, решив, что сын её бросил ради девушки, решает покончить с собой и устраивает в собственном доме пожар. Во время пожара в состоянии шока мадам Кюно становится на ноги, а прибывшей бригаде скорой помощи удаётся своевременно вынести её из огня. На месте пожара встречаются Лаварден и Луи. Лаварден говорит, что дело об убийстве Дельфин Морассо и Анны Фоскари раскрыто, а дело об автоаварии с участием Фийоля закрыто.
Снятый со скромным бюджетом, в неторопливой и лаконичной манере, с определённым операторским изяществом и актёрским мастерством, фильм, как и многие другие картины Шаброля, анализирует жизнь французских провинциальных буржуа, вскрывая глубокие пороки под внешне благопристойным фасадом их жизни. В галерее персонажей фильма нет ни одного полностью положительного, все они являются носителями тех или иных пороков — алчности, супружеской неверности, мизантропии, воровства, зависти, ненависти, вредности и мелкой подлости. Не является исключением и инспектор Лаварден, который для достижения своих целей не стесняется в методах, включая физическое воздействие и угрозы по отношению к невиновным.

## В ролях
- Жан Пуаре — Инспектор Жан Лаварден
- Стефан Одран — Мадам Кюно
- Мишель Буке — Юбер Лавуазье
- Жан Топар — Доктор Филипп Морассо
- Люка Бельво — Луи Кюно
- Полин Ляфон — Энриетт
- Жан-Клод Буйо — Жерар Фийоль
- Жак Франтц — Александр Дютей
- Каролин Селье — Анна Фоскари
- Жозефина Чаплин — Дельфин Морассо